# Elliot Page
Elliot Page, rodným jménem Ellen Page (* 21. února 1987 Halifax, Kanada), je kanadský nebinární transgender herec a producent. Za hlavní roli v dramatické komedii Juno z roku 2007 byl nominován na Oscara, Zlatý Glóbus a cenu BAFTA za nejlepší ženský herecký výkon. Proslavil se též rolí Viktora (Vanyi) Hargreeverse v seriálu Umbrella Academy.
První vnější coming out učinil v únoru 2014, kdy se jako lesbická žena přihlásil ke své nové sexuální orientaci. V prosinci 2020 pak uveřejnil informace o své transgenderové identitě, doprovázené změnou jména na Elliot.

## Život
Narodil se a vyrostl v Halifaxu. Při narození byl označen za dívku a stejně tak byl i vychováván. Podle vlastního vyprávění se již v devíti letech dotazoval svojí matky, jestli bude moci být chlapcem, s rozvojem herecké kariéry již v raném věku však podle vlastních slov sáhl k obtížnému kompromisu. Chodil na tři různé střední školy, než v roce 2005 odmaturoval na Shambhala School v Halifaxu. Své divadelní vzdělání začal v Neptun Theatre School.

## Kariéra
Hereckou kariéru odstartoval už v 11 letech v televizním filmu Pit Tony. Díky tomu dostal několik menších rolí v kanadských filmech a seriálech. V šestnácti letech získal roli v nezávislém filmu natáčeném v Evropě Mouth to Mouth.
Page hrál jednu z hlavních rolí ve filmu V pasti (2006). Objevil se také jako „Kitty“ v superhrdinském sci-fi X-Men: Poslední vzdor (2006) a později také v navazujícím snímku X-Men: Budoucí minulost (2014). Natáčel film Americký zločin, založený na skutečném příběhu Sylvie Likens. Spolu s ním se ve filmu objevila také Catherine Keenerová. Premiéru měl v roce 2007 na filmovém festivalu Sundance. Největší úspěch první dekády 21. století však sklidil za film Juno, včetně nominace na Oscara, Zlatý glóbus či BAFTA. V roce 2010 po boku Leonarda DiCapria účinkoval v Nolanově sci-fi Počátek.
Od roku 2019 se stalo výrazným posunem v kariéře účinkování v seriálu Umbrella Academy.

## Gender

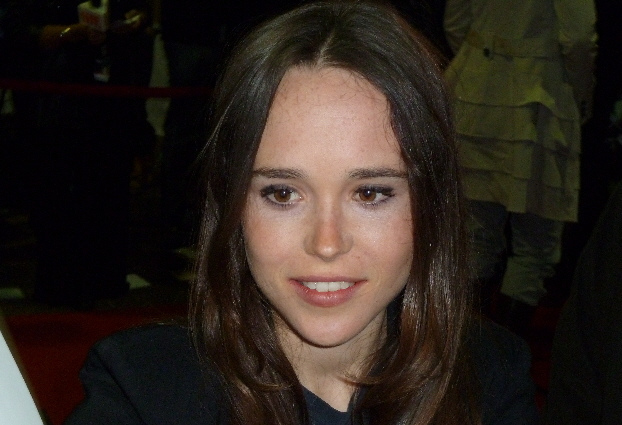
Ještě jako Ellen Page v roce 2010

V polovině února 2014 vystoupil na konferenci o životě LGBT mládeže pořádané organizací Human Rights Campaign v Las Vegas a tehdy jakožto lesbická žena zde otevřeně promluvil o své sexuální orientaci. Dne 1. prosince 2020 na svých sociálních sítích uvedl, že je transgender, že si změnil své jméno na Elliota a že mu vyhovuje oslovování pomocí zájmen on či oni. Jeho manželka, choreografka Emma Portner, téhož dne vyslovila svou plnou podporu Elliotovu coming outu. V lednu 2021 Page podal žádost o rozvod (manželství trvalo od roku 2018) a samotné rozvodové řízení bylo dokončeno ještě téhož roku.

## Filmografie
| Rok  | Film                              | Postava                 | Poznámky |
| ---- | --------------------------------- | ----------------------- | --- |
| 2002 | The Wet Season                    | Jocelyn                 | krátkometrážní film |
| 2002 | Marion Bridge                     | Joanie                  | |
| 2003 | Toho kluka miluji                 | Suzanna                 | |
| 2003 | Touch & Go                        | Trish                   | |
| 2005 | Z úst do úst                      | Sherry                  | |
| 2005 | V pasti                           | Hayley Stark            | |
| 2006 | X-Men: Poslední vzdor             | Katherine „Kitty“ Pryde | |
| 2007 | Americký zločin                   | Sylvia Likens           | |
| 2007 | Tracey: Fragmenty                 | Tracey Berkowitz        | |
| 2007 | Tvář anděla                       | Arlene                  | |
| 2007 | Juno                              | Juno MacGuff            | Oscar, nejlepší herečka – nominace Zlatý glóbus, nejlepší herečka – nominace Filmová cena Britské akademie, nejlepší herečka – nominace |
| 2008 | Samotář                           | Vanessa Wetherhold      | |
| 2009 | Vyfič!                            | Bliss Cavendar          | |
| 2010 | Městečko Peacock                  | Maggie                  | |
| 2010 | Super                             | Libby / Boltie          | |
| 2010 | Počátek                           | Ariadna                 | |
| 2012 | Do Říma s láskou                  | Monica                  | |
| 2013 | The East                          | Izzy                    | |
| 2013 | Citlivá na dotek                  | Jenny                   | |
| 2014 | X-Men: Budoucí minulost           | Kitty Pryde             | |
| 2014 | Tiny Detectives                   | detektiv Ellen          | krátkometrážní film |
| 2015 | Into the Forest                   | Nell                    | také producent |
| 2015 | Všechno co mám                    | Stacie Andree           | také producent |
| 2016 | Tallulah                          | Tallulah                | |
| 2016 | Window Horses                     | Kelly (hlas)            | |
| 2017 | My Days of Mercy                  | Lucy                    | také producent |
| 2017 | Vyléčení                          | Abbie                   | také producent |
| 2017 | Hráči se smrtí                    | Courtney                | |
| 2019 | There's Something in the Water    | sebe sama               | dokument, také režisér |
| 2024 | Robodog                           | Izzy (hlas)             | |
| 2024 | Naya Legend of the Golden Dolphin | Dusky (hlas)            | |
| 2025 | Lioness                           |                         | připravovaný |
| 2026 | The Odyssey                       |                         | připravovaný |

### Televize
| Rok        | Název                | Role                             | Poznámky                                   |
| ---------- | -------------------- | -------------------------------- | ------------------------------------------ |
| 1997       | Pit Pony             | Maggie Maclean                   | TV film                                    |
| 1999–2000  | Pit Pony             | Maggie Maclean                   | 29 dílů                                    |
| 2001–2002  | Trailer Park Boys    | Treena Lahey                     | 5 dílů                                     |
| 2002       | Rideau Hall          | Helene                           | díl: „Pilot“                               |
| 2003       | Cesta ke dnu         | Jennifer                         | TV film                                    |
| 2003       | Bez domova           | Young Lisa                       | TV film                                    |
| 2003       | Kočka paní Ashborové | Natalie Merritt                  | TV film                                    |
| 2004       | ReGenesis            | Lilith Sandström                 | 8 dílů                                     |
| 2004       | Duch z počítače      | Stella Blackstone                | TV film                                    |
| 2008       | Saturday Night Live  | sebe sama (moderátor)            | 1 díl                                      |
| 2009       | Simpsonovi           | Alaska Nebraska (hlas)           | díl: „Waverly Hills 9-0-2-1-D'oh“          |
| 2011       | Glenn Martin, DDS    | Robot Assistant (hlas)           | díl: „Date with Destiny“                   |
| 2011       | Tilda                | Carolyn                          | neprodaný pilot                            |
| 2012       | Griffinovi           | Lindsey (hlas)                   | díl: „Tom Tucker: The Man and His Dream“   |
| 2013       | Out There            | Amber (hlas)                     | díl: „Ace's Wild“                          |
| 2016–2017  | Gaycation            | sebe sama (moderátor)            | dokumentární seriál také výkonný producent |
| 2019–dosud | Umbrella Academy     | Vanya, později Viktor Hargreeves | hlavní role                                |
| 2019       | Výstřední společnost | Shawna Hawkins                   | hlavní role                                |

### Videohry
| Rok  | Název             | Role         | Poznámky |
| ---- | ----------------- | ------------ | -------- |
| 2013 | Beyond: Two Souls | Jodie Holmes |          |